# Aizkultzeta
Aizkultzeta est une grotte dans le quartier d'Altzola à Aia dans le parc naturel de Pagoeta.
Selon des croyances dans la mythologie basque, la grotte communique avec la ferme de Granada à Errezil. Cette ferme, mais aussi benta, est un lieu connu où viennent les bersolariak.

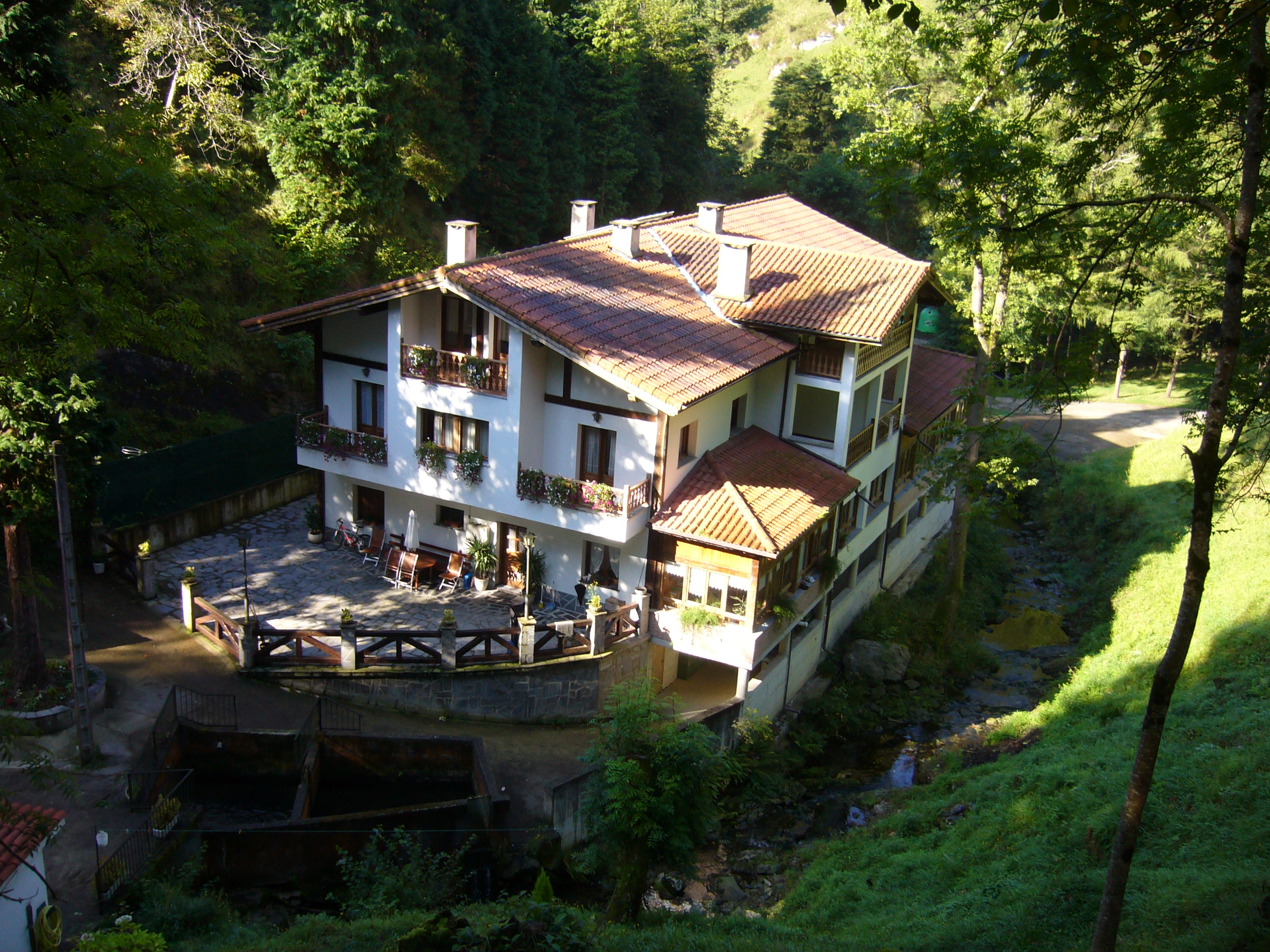
baserria et benta Granada, à Errezil.
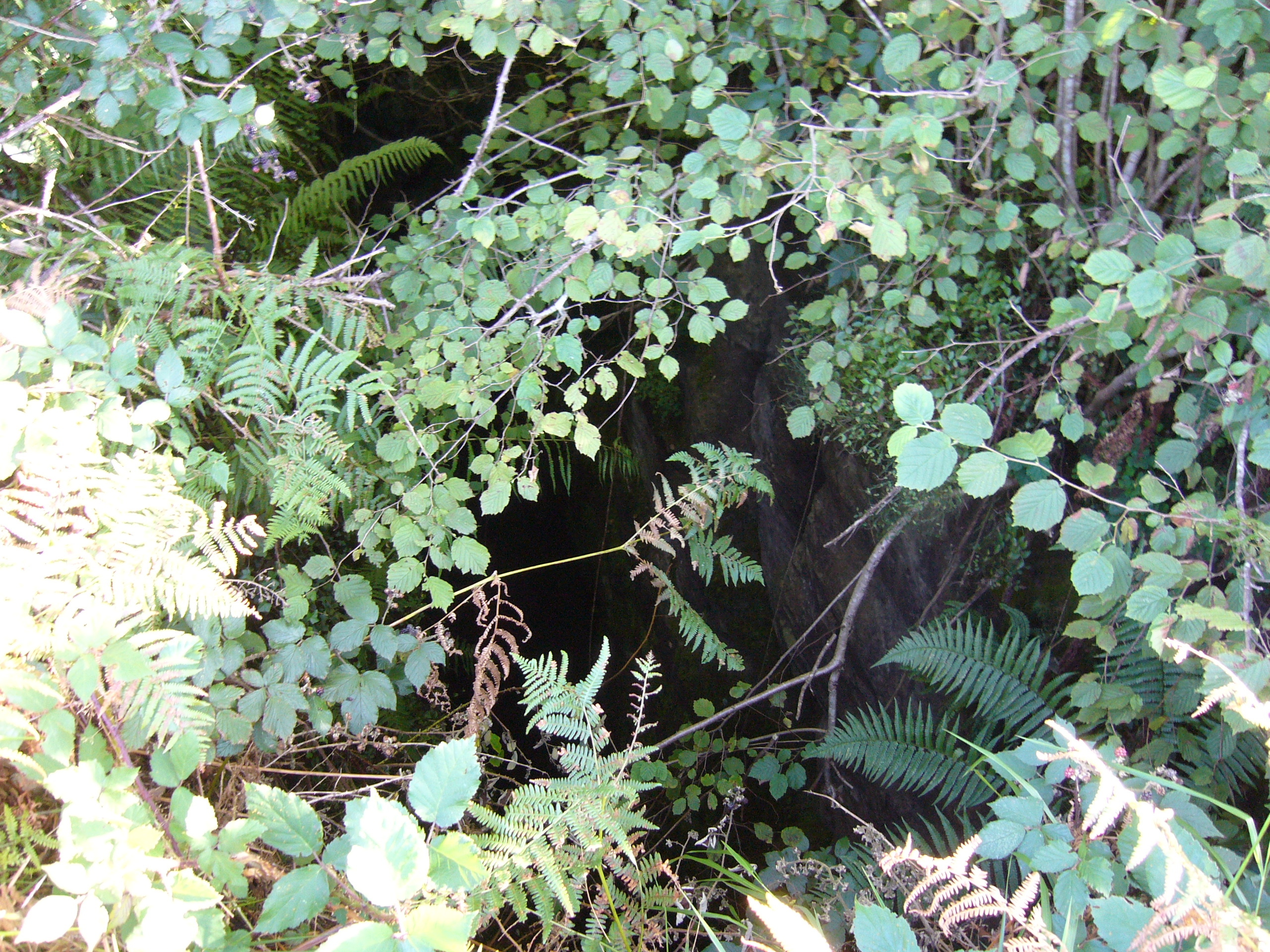
Entrée de la grotte Aizkultzeta